# Milord (píseň)
Milord je francouzská píseň napsaná Marguerite Monnot s textem Georgese Moustakiho. Byla vydána roku 1959 se zpěvem Édith Piaf. Tato píseň vypráví o pocitech "dívky z přístavu", dívky z nižší třídy (nebo prostitutky).

## Cover verze
Roku 1960 nahrály německou verzi této písně Dalida, Lale Andersen a Corry Brokken, která vydala také nizozemskou verzi. Anglickou verzi nazpívala rakouská zpěvačka Lolita.
Italskou verze byla nahrána zpěvačkou Dalidou a Milvou.
Švédskou verzi nazpívala zpěvačka a herečka Anita Lindblom.
Roku 1964 nahrál tuto píseň s původním francouzským textem Bobby Darin, i když je tato píseň napsána pro ženu.
Další anglickou verzi nazpíval Frankie Vaughan, kde Milordem označuje jako muže který miluje ženu, která je s jiným mužem a nemůže na ni zapomenout.
V muzikálu Cabaret v produkci Benny Hilla zpívá anglickou verzi Louise English.
Roku 1966 nazpívala v anglické verzi tuto píseň zpěvačka Cher, která jí zařadila na své album The Sonny Side of Chér. Ve stejném roku jí začala zpívat také Liza Minnelliová.
Roku 1967 jí zpívá na svém albu Anything Goes skupina Harpers Bizarre.
Roku 1963 vydal instrumentální verzi na albu Volume 2 Herb Alpert.
Píseň zazněla také v show Piaf: Her Story, Her Songs kde jí začal zpívat soulová zpěvačka Raquel Bitton.
Roku 1980 jí nazpívala punková kapela Mo-dettes a roku 2003 Candan Erçetin.
Roku 2013 vydala tuto píseň rocková kapela The Struts a roku 2014 zpěvačka Eleanor McEvoy.
Českou verzi nazpívala roku 1964 Hana Hegerová s textem Pavla Kopty, roku 2000 Marta Balejová s vlastním textem s názvem Štramák a roku 2005 Světlana Nálepková s textem Jiřího Dědečka.